# Plutonio de Alto Grado
Plutonio de Alto Grado es una banda de rock alternativo e indie rock, originaria de Lima, Perú, formada en 2007 durante la época escolar de sus miembros. La banda está integrada por los hermanos Omar Oriondo y Franco Oriondo y originalmente era compuesta también por los primos de estos: Alberto “Betin” Ramírez y Diego Ramírez, hasta su salida en junio de 2024

## Historia

### Inicios (2005-2010)
La banda es formada por Franco Oriondo en el año 2005 después de ver el videoclip de la canción Sugar We're Goin Down de la banda norteamericana Fall Out Boy. Franco le enseña a tocar guitarra a su hermano Omar, y luego a su primo Alberto “Betín” Ramírez, además de convencerlos para formar una banda de rock. Recién en el 2007 se conforma el cuarteto con la entrada de otro primo también, Diego “El Animal” Ramírez. En esta primera etapa la banda estuvo activa en presentaciones escolares y en locales municipales de su distrito, Comas, en la parte norte de Lima. En el 2010, antes de ingresar a la universidad, dieron el que pensaban era su último concierto.
La elección de la carrera profesional de música por parte de Omar Oriondo y la visita del ex- Beatle Paul McCartney a Lima llevó a todos a tomarse el proyecto como algo serio.

### Ciudad Gris(2013-2015)
Luego de varios años de girar por bares pequeños de la ciudad de Lima, la banda presenta su primer EP titulado Ciudad Gris en septiembre del 2014. La presentaciones de este trabajo fueron en el Hard Rock Café de Lima, y en la Universidad Nacional Federico Villarreal, donde telonearon a la banda peruana Cuchillazo.

### Primer videoclip &Sueños Alternativos(2015-2017)
Entre el 2015 y el 2017 la banda se dedica a componer y a tocar. Se estrena el primer sencillo «Ciudad Gris» con un videoclip dirigido por el chileno Mauro Muñoz. Consiguiendo buena crítica de la prensa nacional y bastante repercusión. Le siguió «Por Siempre» por el mismo director. La banda termina de grabar todos los temas de lo que sería su nuevo trabajo, esta vez un álbum de larga duración, continuación del EP antes presentado. Este se llamaría Sueños Alternativos, y fue grabado en el desaparecido estudio El Microondas y el estudio Dragón Verde, producido por Omar Oriondo, mezclado por Oscar Santisteban (nominado al Grammy 2017) y masterizado por Francisco Holzmann en el estudio Clio Mastering de Chile. 
Se estrenó en todas las plataformas digitales el 26 de febrero del 2017, de la mano con un concierto en el bar barranquino Victoria Bar.

### Posicionamiento (2017-2018)
El lanzamiento de su tercer sencillo «Mailén» a finales del 2017 significó el primer éxito real de la banda, el cual le abrió puertas en distintos lugares. En febrero de 2018 dieron un concierto gratuito en el Museo de Arte de Lima por el estreno de la canción al cual acudieron cuatrocientas personas.
El lanzamiento de su siguiente sencillo «Flaca Psicodélica» en septiembre de 2018 tuvo un recibimiento muy esperado por los aficionados. El videoclip de esta canción fue grabado en los estudios de APDAYC y dirigido por Jaime Andrés Alvarado. La banda comienza una serie de presentaciones en diversas ferias independientes de Lima, locales, conciertos de productoras medianas y demás. A finales de ese año le abren el concierto en Lima a la banda venezolana Caramelos de Cianuro.
Le siguió una gira universitaria en Lima, y la invitación a Megafestivales nacionales.

### Megafestivales (2019-2020)
En el 2019 lanza dos nuevos sencillos de lo que sería parte de su segundo álbum de estudio: «Las Cosas En Que Fallé» y «Siempre Fuiste Así» los cuales tuvieron buenas críticas por los seguidores y medios, ya que la banda iba consolidando y madurando su sonido. Luego de un concierto ante más de setecientas personas que ellos mismos convocaron en el Centro Comercial Real Plaza en la capital histórica de Lima, la banda es fichada por la productora Inmortal Producciones, lo cual los lleva a participar en megafestivales como el Día del Rock Peruano donde tocaron frente a miles de personas, y a su primer festival Vivo x el Rock, donde estuvieron The Strokes, Fito Páez, Slipknot, Bullet for My Valentine, El Cuarteto de Nos, Mägo de Oz, Él Mató a un Policía Motorizado, entre otros.
Un día antes de ese concierto, le abrieron la noche a la banda inglesa Keane que se presentaba en Lima. De esos festivales la banda sacó un documental llamado Desvío Alternativo.

### La pandemia y el COVID 19 (2020 - 2021)
En el 2020 la banda tenía planeado la grabación de su nuevo álbum de estudio en el extranjero pero la pandemia del COVID-19 detuvo todos estos planes. Dieron un concierto en el techo de una casa que fue noticia en la prensa nacional, lanzaron 3 sencillos: «Hey tú corazón», sencillo que expresa la esperanza que se tenía en aquellas épocas con respecto a la pandemia; «El Umbral», sencillo que rinde homenaje a todas las personas que fallecieron en esta pandemia y «Blues de Navidad», un jingle reversionado al español de la clásica canción "Jingle Bell Rock" de Bobby Helms. 
El 2021 trajo como noticia que el bajista Franco Oriondo anunció su inclusión como médico voluntario de primera línea en la lucha para enfrentar la pandemia del Covid 19 en la ciudad de Tingo María, Huanuco En febrero protagonizaron el escándalo más grande del rock peruano al autodenominarse: "El Futuro del Rock Peruano", generando diversos comentarios a favor y en contra. En marzo del 2021 anunciaron que la banda viajaba a Guadalajara, México a grabar su nuevo álbum de estudio junto a Siddhartha, una de las más grandes estrellas del rock indie latinoamericano del momento

### Desvío Alcázar (2021 - 2022)
En octubre del 2021, anuncian "Nuestro Viejo Hotel" canción producida y grabada en Bubbler Studio, Guadalajara, México de la mano de Siddhartha y Rul Velásquez, la canción fue muy bien recibida por medios nacionales e internacionales quienes destacaron la evolución en el sonido y la nueva estética de los "chicos malos del rock peruano", logrando así un paso más en su tan ansiada internacionalización
Con el estreno de "Nuestro Viejo Hotel" anunciaron el nuevo nombre de su esperada segunda producción y esta se titularía: "Desvío Alcázar", este disco sería totalmente temático y autobiográfico
Para el inicio del 2022, Plutonio de Alto Grado anunció el inicio de su gira nacional para promocionar "Desvío Alcázar", la banda estaría visitando las ciudades de Cusco y Trujillo durante los próximos meses. 
En marzo de 2022, se editó el sencillo "Amnesia", último adelanto de su nuevo álbum, escrita por Franco Oriondo y producida por Siddhartha y Rul Velásquez, la prensa especializada nacional e internacional remarcaron el nuevo camino sonoro que se impregnaba en el track y quedaban a la espera de la fecha de estreno de "Desvío Alcázar"
El 1 de abril de 2022 las redes sociales de la banda anunciaron la fecha de estreno de "Desvío Alcázar", esta sería el viernes 8 de abril en todas las plataformas digitales y en formato en físico. Tras el anuncio del nuevo álbum, la banda anunciaba que lo presentaría en vivo para todos sus seguidores, el show se realizaria en la Plazuela de las Artes del Teatro Municipal de Lima, el sábado 23 de abril con accesos gratuitos limitados para los participantes, además de que sería el último show de la banda en Perú, ya que con el estreno de "Desvío Alcázar" habían decidido radicar en México,por un periodo de tiempo indefinido. Plutonio de Alto Grado consideraba que la banda se desarrollaría muy bien en la tan competitiva escena mexicana y que era el destino ideal para "El Futuro del Rock Peruano"

### La aventura en México (2022)
Plutonio de Alto Grado, tuvo dos shows más realizados en Lima antes de partir a Ciudad de México en mayo de 2022; como era de esperarse Plutonio atiborro las dos últimas despedidas realizadas en: "Feria Marciana" y "Yield Bar". La banda partió a tierras aztecas para su primer show en el Foro Indie Rocks!, aunque se presentaron algunos inconvenientes como la salida de Alberto "Betin" Ramírez, que a último momento decidió no viajar a México, el show se dio con un músico de apoyo y este marcó el inicio de la etapa de la banda en el extranjero.
Durante su estadía en México la banda radicó en el Estado de México y desde ahí recorrieron toda la Ciudad de México, la banda se presentó en foros del circuito indie como: "Multiforo 246" y el popular "Bajo Circuito", además de estaciones del metro de la ciudad. En agosto de 2022, la banda empieza la grabación del videoclip: "Insurgentes", cuya producción se hizo bajo el lente de Jaime Andrés Alvarado, el videoclip muestra la nueva formación de la banda y su nuevo hogar: la Ciudad de México, además de contarnos una historia de "amor indie"; a su vez también se realizó la grabación del videoclip: "Pasajeros", grabado en su totalidad en Atizapán de Zaragoza y otra vez bajo la dirección de Jaime Andrés Ese mismo mes la banda recibe la noticia de que sería el acto soporte de la mítica banda de rock Enjambre en la lejana Ciudad Juárez. Tras cumplir con un acto soporte espectacular ante más de 4000 personas, la banda regresa a Ciudad de México para anunciar una serie de fechas que incluiría su participación en su primer festival en México: Festival Internacional Quimera, en Toluca, además de fechas en Teotihuacán junto a Rubytates y Morelia junto a Camilo Séptimo.

### El regreso a casa y la nueva etapa artística (2023)
En diciembre del 2022, la banda anuncia la gira de regreso a Perú abriendo tres fechas que se darían en las ciudades de Lima, Huancayo y Arequipa, las cuales se realizaron en el verano del 2023. Tras lograr agotar las entradas en su primera fecha en Lima, junto a Surfistas del Sistema el 10 de febrero en el Centro de Convenciones Festiva, la banda viajó al interior del país para presentarse en el Festival Rock n Love, en la ciudad de Huancayo. Plutonio participó en los meses posteriores de presentaciones en Lima como el aniversario número 25 de Cementerio Club (banda) y el quinto aniversario de 'Tirando Dedo'. En Mayo la banda fue anunciada por la productora Veltrac Music como acto abridor de Siddhartha (músico) en Lima, el concierto se realizaría en agosto.
En junio de 2023 la banda anuncia que grabará su tercer álbum de larga duración en México junto a Manuel Coe y Erik Vásquez Fragoso  en la producción musical, integrantes de la exitosa banda de indie rock Camilo Séptimo y posteriormente retornarian al Estado de México en pocos días para iniciar el proceso de grabación. Antes de su partida a tierras aztecas, la banda presentó un show en el Real Plaza Centro Cívico conmemorando los 4 años de su primera fecha en el recinto, así como una despedida a sus fanes peruanos. La banda tuvo el honor de invitar a José 'Pepe' Nungaray de Rubytates al escenario para cantar "Amnesia" ante el millar de personas que se dieron cita en el reconocido centro comercial del centro de Lima. Plutonio participó de la 4.ª edición de la Feria internacional del vinilo junto a Patricio Suárez-Vértiz y Rio (banda) a inicios de julio y regresó a México para empezar la grabación de su tercer álbum de estudio. 
Plutonio de Alto Grado regreso a Perú acompañando a Camilo Séptimo en su presentación en el Festival Reactivate, Omar Oriondo fue invitado por la banda mexicana a cantar un tema en el escenario del Parque de la Exposición. Además la banda visitó Oxapampa para presentarse en el Oxafest, por las fiestas patrias del Perú.
En agosto, la banda anuncia el primer sencillo de su nuevo material: "VENENO" y tendría como fecha de salida el 10 de agosto, este nuevo tema sería lo trabajado por Erik Vásquez Fragoso en la producción musical y Manuel Mendoza en la dirección vocal, integrantes de Camilo Séptimo. 
El VenenoTour (2023)
Plutonio de Alto Grado, celebró el estreno de su nuevo éxito comercial: "VENENO" con una gira llamada VENENOTOUR, esta incluiría las ciudades de: Lima, Perú como primera fecha e iría recorriendo las ciudades de Puebla, Cuernavaca, Toluca y la Ciudad de México en el país azteca. El VENENOTOUR fue el inicio del proceso para consolidar a Plutonio en territorio mexicano, ya que lograron vender totalmente las entradas en el popular Multiforo 246, de la CDMX. Las fechas de Puebla y Cuernavaca estuvieron abriendo el show de Rubytates, una banda muy querida y amiga de los peruanos.

### Rumbo al Palacio de Los Deportes (2024)
Para inicios del 2024, Plutonio recibiría la noticia de que sería el único acto soporte del show "X años" de Camilo Séptimo, en el mítico Palacio de Los Deportes de la Ciudad de México, en el mes de mayo, esto significa un hito en la historia de la música peruana ya que ningún artista peruano ha pisado antes el "Domo de Cobre", siendo Plutonio el primero en hacerlo. El show "X años" tendrá un formato 360 grados y espera una afición de aproximadamente 20,000 personas.
Además de esta noticia, Plutonio de Alto Grado estrenó su sencillo: "RELÁMPAGO", tercer adelanto de lo trabajado con Manuel Coe y Erik Vásquez Fragoso, obteniendo muy buenos números en las plataformas digitales de música y vídeos.
Para marzo anunciaron un único show en Lima, Perú antes de la gran hazaña en tierras aztecas. Este show será el 20 de abril en Vichama Conciertos, donde sus fanes podrán ver el espectáculo que llevarán al Palacio de Los Deportes. A finales de marzo la banda fue elegida para ser el acto soporte de la banda neoyorquina Interpol, en su concierto en Perú, el show se daría el 28 de mayo en el Anfiteatro del Parque de la Exposición.
A inicios de abril, el gobierno mexicano impuso la visa obligatoria para todos los peruanos que quieran ingresar a tierras aztecas, siendo esto un factor de riesgo que condicionaría a la banda a adelantar los vuelos previstos para la presentación en el Palacio de Los Deportes. Contra todo pronóstico, Plutonio de Alto Grado logró viajar antes de la fecha acordada y asegurar su presentación en el Domo de Cobre, así mismo inicio la gira "HOLOGRAMA TOUR", que lleva el nombre de su último sencillo lanzado el 18 de abril. 
El 25 de Mayo y tras recorrer ciudades mexicanas como: Veracruz, Toluca, Tlaxcala y Ciudad de México, además de haber sido seleccionado por Chetes para ser su telonero en su "Gira en Kasas", Plutonio de Alto Grado se presenta ante cerca de 20,000 personas en el Palacio de los Deportes en una noche mágica y soñada, para el deleite del público azteca, tras muy buenos comentarios y elogios, la banda retorna a Perú para presentarse junto a Interpol y asistir a su primer festival "Selvamonos" en Oxapampa.
En Junio, la banda anunció su show propio en Ciudad de México, en el foro "Bajo Circuito", este show se realizará el 5 de octubre y espera ser un precedente importante en la carrera de Plutonio de Alto Grado.

### SATÉLITE (2024 - 2025)
Tras terminar todos sus compromisos en Perú, dentro de los cuales estaban: Noche Museo de Arte de Lima / MALI (SOLD OUT) y Hola Fest (Museo Metropolitano de Lima), Plutonio de Alto Grado viajó a México sin boleto de retorno, ya que habían decidido mudar la residencia de la banda por completo. Desde el Estado de México retomarian la llamada: "Invasión del Rock Peruano" que ellos mismos iniciaron en 2022 en el país azteca. Sin embargo en esta decisión: Alberto "Betin" Ramírez y Diego "El Animal" Ramírez no participarían en el proyecto, al ya tener múltiples compromisos laborales y personales, dejando por completo PAG luego de más de 10 años. En Julio, los hermanos Oriondo se presentan en House of Vans (Ciudad de México) a través de una iniciativa del Bazar de Bandas. En estos meses se dedican a terminar de componer y producir su nuevo álbum junto a Erik Vázquez en el Municipio de Naucalpan de Juárez. 
COSMOVITRALES, es el título del sencillo con el que Plutonio de Alto Grado anuncia su nueva formación y nueva etapa artística ya como residentes en la república mexicana. El título según palabras de los compositores, refleja la magia del Cosmovitral Jardín Botánico, ubicado en la capital del Estado de México (Toluca de Lerdo), que fue testigo de la nueva formación de la banda desde el año anterior cuando realizaron el VenenoTour (2023), además de un lazo eterno de sangre. Con el lanzamiento de COSMOVITRALES, llega la noticia de que la banda había sido elegida para aperturar el Teatro Metropólitan de sus grandes amigos Camilo Séptimo, esto convierte a los peruanos como la única banda de rock de su país con mayor presencia en territorio mexicano, logrando el título de "Embajadores del Perú".
En Octubre, lograron un poderoso SOLD OUT en su fecha propia en el popular Bajo Circuito, esto sólo resalta el esfuerzo puesto por los peruanos en lograr su internacionalización, en solo dos años, en México. Los meses restantes de 2024, la banda tocó en el Metro de la Ciudad de México en dos ocasiones y visitó las ciudades de Puebla de Zaragoza y Texcoco de Mora.
A finales de Noviembre, lanzan SATÉLITE como último single del año y revelarían que este sería el nombre de su tercer disco, mostrando una temática conceptual que engloba todo lo referente a sus vidas entre los años 2022 - 2024, donde la distancia y las relaciones humanas son los principales protagonistas, además de que el álbum también está inspirado en Ciudad Satélite, un fraccionamiento situado en el límite entre el Estado de México y la Ciudad de México, donde se grabó en su totalidad el álbum.
A inicios de Diciembre, Plutonio de Alto Grado anuncia el show presentación de SATÉLITE en su país natal: Perú, obteniendo muy buen recibimiento que se vio reflejado en la velocidad de venta de tickets y demanda de los fans para que la banda llegue a más ciudades.
SATÉLITE, tiene previsto su salida en el primer trimestre del 2025 y seguirá la línea sonora que sus adelantos nos han reflejado: Un indie rock depurado con atmósferas de sintetizadores, añadiendo los clásicos coros pegadizos de PAG y sus letras autobiográficas.

### SATÉLITE TOUR (2025)
Plutonio de Alto Grado realizó la gira más ambiciosa de su carrera al inicio del año con el lanzamiento de su nuevo álbum SATÉLITE cuya fecha de lanzamiento fue el 28 de marzo del 2025. SATÉLITE trajo una temática conceptual englobado por las relaciones a distancia en todos los ámbitos: amor, familia, personal e incluso de estatus migratorio.
La gira inició el 29 de marzo en el Parque Naucalli siendo acto soporte para Camilo Séptimo, luego continuaron los shows a inicios de Abril en las ciudades de: Cusco, Puno y Arequipa, visitando así por primera vez Puno y teniendo una recepción que impresionó a la banda por la cantidad de personas que asistieron a verlos. En Lima presentaron su nuevo álbum en Yield Rock, logrando un gran marco de asistentes que lograba ver a la banda luego de casi 1 año de ausencia en escenarios peruanos. Antes de regresar a su país de residencia: México, Plutonio ofrece 2 shows más: "En Vivo desde el Parque Kennedy" y "Hola Fest Pascua Time", realizados los días 26 y 27 de Abril, con millares de fans peruanos que los acompañaron en todas las fechas realizadas.
Plutonio de Alto Grado tiene previsto el show presentación de SATÉLITE en su ciudad principal: Ciudad de México para el 14 de junio en el Foro Indie Rocks! y esperan realizar otro hito en su historia que siga ayudando a consolidar su carrera internacional.

## Integrantes

### Formación actual
- Omar Oriondo - voz, guitarra (2005-presente)
- Franco Oriondo - bajo eléctrico, coros (2005-presente)

### Exintegrantes
- Alberto "Betin" Ramírez - guitarra (2005-2022) (2023-2024)
- Diego "El Animal" Ramírez - batería (2007-2024)

## Discografía

### EP
- Ciudad Gris (2014)

1. Madrugada de un jueves intoxicado
2. Ciudad gris
3. Rock & Roll para marcianos
4. Luces y estaciones

### Discos de estudio
- Sueños Alternativos (2017)

1. Ver Al Sol (para no caer)
2. Por Siempre
3. Ciudad Gris
4. 23
5. Mailén
6. Flaca Psicodélica
7. Septiembre
8. Vagabundo
9. Instantes
10. Sueños alternativos
- Desvío Alcázar (2022)

1. Las Cosas En Qué Fallé
2. Amnesia
3. Siempre Fuiste Así
4. Nuestro Viejo Hotel
5. El Umbral
6. Pasajeros
7. Insurgentes
8. Buenos Tiempos
9. Eternamente Solo
10. Desvío Alcázar
- SATÉLITE (2025)

1. HOLOGRAMA
2. COSMOVITRALES
3. 180 (DÍAS)
4. VENENO
5. RELÁMPAGO
6. INVISIBLE
7. DEBBIE
8. CAPRICORNIO
9. TU ANSIEDAD
10. SATÉLITE

## Sencillos
- «Ciudad Gris» (2015)
- «Por Siempre» (2016)
- «Mailén» (2017)
- «Flaca Psicodélica» (2018)
- «Las Cosas En Que Fallé» (2019)
- «Siempre Fuiste Así» (2019)
- «Hey Tú Corazón» (2020)
- «El Umbral» (2020)
- «Blues de Navidad» (2020)
- «Nuestro Viejo Hotel» (2021)
- «Amnesia» (2022)
- «Insurgentes» (2022)
- «Pasajeros» (2022)
- «VENENO» (2023)
- «TU ANSIEDAD» (2023)
- «RELÁMPAGO» (2024)
- «HOLOGRAMA» (2024)
- «COSMOVITRALES» (2024)
- «SATÉLITE» (2024)
- «DEBBIE» (2025)